# Singvögel
Die Singvögel (Passeri oder auch Oscines) sind in der Ornithologie eine Unterordnung der Sperlingsvögel (Passeriformes), die mit über 5200 Arten fast die Hälfte aller Vogelarten enthält. Die größte dieser Arten ist mit über 60 cm Körperlänge und einem Gewicht von etwa 1200 g der Kolkrabe, sehr kleine Arten mit knapp 8 cm Körperlänge und unter 5 g Gewicht sind bspw. Goldhähnchen, Baumsänger oder der Blassschnabel-Mistelfresser.

## Entwicklungsgeschichte
Molekularphylogenetische Studien und der Fossilbericht weisen darauf hin, dass die Singvögel ihren Ursprung in Australien haben. Im Eozän vor etwa 33 Millionen Jahren entstanden und entwickelten sich dort viele unterschiedliche Arten. Im nachfolgenden, deutlich kälteren Oligozän bildeten sich durch das Absinken des Meeresspiegels Inseln und Landbrücken, über die die Singvögel sich weiter nach Asien und die anderen Kontinente ausbreiten konnten. In dieser Zeit kam es zu einer regelrechten „Artenexplosion“.

## Anatomie
Der Körper der Singvögel ist auf das Fliegen und somit eine schnelle Fortbewegung in der Luft ausgerichtet. Zudem ist ihr Körperbau auch auf das Singen spezialisiert.
Das Skelett ist sehr leicht und trotzdem stabil gebaut. Viele Knochen, darunter auch der kräftige Schnabel, sind innen hohl, so dass in sie Ausstülpungen der Luftsäcke hineinragen. Sie werden deshalb „pneumatisierte Knochen“ genannt. Die schweren Körperteile, vor allem Flug- und Beinmuskeln, liegen eng am Brustkorb und an der Wirbelsäule an, so dass der Vogel im Flug sehr gut das Gleichgewicht halten kann.
Die Flugmuskulatur mit ihrem äußerst aktiven Stoffwechsel gilt als effizienteste Skelettmuskulatur aller Wirbeltiere. Jedoch setzt ein Singvogel im Flug 15-mal so viel Energie um wie im Ruhezustand.
Die Lungen sind etwa 10-mal leistungsfähiger als bei etwa gleich großen Säugetieren, aber auch erheblich kleiner. Auch in großen Höhen können sie der Luft noch Sauerstoff entnehmen. Von den Lungen aus erstrecken sich mehrere Luftsäcke in den Bauchraum zwischen die großen Flugmuskeln und andere Körperteile. Die Luftsäcke sind direkt oder indirekt mit den Bronchien verbunden und nehmen bis zu einem Fünftel des Körpervolumens ein. Der Kanarengirlitz atmet durch Heben und Senken des Brustbeins. Die Luftsäcke sorgen vor allem für Kühlung, damit die Muskeln des Vogels nicht überhitzen. Zudem dienen sie als Luftreservoir und helfen beim Druckausgleich. Außerdem verringert sich durch die Luftsäcke das spezifische Gewicht des Vogels.
Der Gesang der Singvögel wird im unteren Kehlkopf (Syrinx) gebildet, wo sich die Luftröhre in die beiden Hauptbronchien gabelt. Beim Singen reckt das Männchen seinen Hals, holt tief Luft und singt aus „voller Kehle“. Die Töne werden erzeugt, indem Membranen angespannt und in Schwingungen versetzt werden. Dies geht nur beim Ausatmen.
Dass Kanarien scheinbar weitersingen können, ohne zwischendurch Luft zu holen, liegt daran, dass sie rasch und schwingend mit einer Frequenz von 25 Hertz Luft ausstoßen. Indem sie die beiden Membranen an ihrem Stimmorgan, der Syrinx, unabhängig voneinander schwingen lassen, könnten sie im Duett mit sich selbst singen.

## Sinnesleistungen
Die Augen befinden sich seitlich am Kopf und ermöglichen so ein sehr weites Gesichtsfeld von 300° bis 320°. Dadurch sind sie in der Lage, alles wahrzunehmen, was vor ihnen, seitlich und schräg hinter ihnen passiert. Singvögel vermögen Farben zu unterscheiden.
Der Hörsinn der Singvögel ist sehr ausgeprägt. Sie können Frequenzen zwischen 1500 Hz und 29000 Hz wahrnehmen. Manche Vertreter dieser Unterordnung können zudem sehr schnelle Tonfolgen unterscheiden, im Gedächtnis speichern und wiedergeben. Das Tonunterscheidungsvermögen der Singvögel ist so ausgeprägt, dass sie Töne unterscheiden können, die nur um 0,3 Prozent in der Höhe voneinander abweichen (das sind etwa 5 Cent). Auch die Schallrichtung können sie auf etwa 20° genau erkennen.
Singvögel haben ein empfindliches Gleichgewichtsorgan mit Sitz im Innenohr. Dies ist zur Stabilisierung des Gleichgewichts auf dünnen Ästen und beim Flug wichtig.
Nicht besonders gut ausgeprägt, wenn auch von Art zu Art verschieden, ist der Geruchssinn und damit auch der Geschmackssinn. Ob Nahrung zum Verspeisen geeignet ist, entscheiden sie mit den Augen und speziellen Tastkörperchen an den Schnabelrändern.

## Systematik
Die Singvögel sind mit etwa 5260 Arten in 1040 Gattungen und 128 Familien das mit Abstand umfangreichste Taxon der Vögel (ausgenommen höhere Taxa, die die Singvögel enthalten), gefolgt von ihrem Schwestertaxon, den Schreivögeln (Tyranni). Zusammen mit diesen und den Stummelschwänzen (Acanthisittidae) bilden die Singvögel die Ordnung der Sperlingsvögel.
Die innere Systematik der Singvögel lag lange Zeit im Dunkeln und ist noch heute im Fluss. Charles Sibley und Jon E. Ahlquist veröffentlichten 1990 eine auf DNA-Hybridisierung beruhende neue Vogelsystematik, in der sie die Singvögel in zwei Hauptlinien teilten, die „Corvida“, benannt nach den Rabenvögeln (Corvidae), und die „Passerida“, die nach den Sperlingen (Passeridae) benannt wurden, zusätzlich wurden diese Hauptlinien von ihnen in mehrere Überfamilien unterteilt. Die „Corvida“ teilten sie in die Überfamilien „Menuroidea“, Meliphagoidea und Corvoidea, die neben den Rabenvögeln vor allem im australoasiatischen Raum lebende Familien enthalten, zu denen Arten von größerem Wuchs gehören. Zu den Passerida, die sie in die Überfamilien Muscicapoidea, Sylvioidea und Passeroidea einteilten, gehören Singvogelfamilien mit eher kleinwüchsigen Arten wie Finken, Meisen, Drosseln und andere. Die Sibley-Ahlquist-Taxonomie wurde allerdings wegen methodischer Schwächen heftig kritisiert und konnte sich nicht durchsetzen, jedoch wurden bis auf die Menuroidea die von ihnen definierten Überfamilien der Singvögel in anderer Zusammensetzung beibehalten.
Durch eine Reihe von phylogenetischen Untersuchungen auf molekulargenetischer Grundlage wurde in den folgenden Jahren nachgewiesen, dass die von Sibley und Ahlquist vorgeschlagene Gruppe der „Corvida“ kein Monophylum ist, sondern neben einem monophyletischen Kern auch etliche im Stammbaum der Singvögel basal stehende Familien enthält. Auch die Zusammensetzung ihrer Überfamilien wurde nur teilweise bestätigt, so auch der Corvoidea, daher werden von neueren Autoren
unter den Corvoidea, in Abgrenzung zum ursprünglichen Umfang bei Sibley und Ahlquist 1990 auch 'Core Corvoidea' genannt, nur noch die Rabenvögel und ihre nächst verwandten Familien vereinigt, die basalen Familien jedoch separat geführt. Die Passerida erwiesen sich dagegen als monophyletische, d. h. von einem gemeinsamen Vorfahren abstammende und all dessen Nachkommen enthaltende Gruppe.
Wesentliche Grundlage für die hier verwendete Darstellung der Phylogenie ist eine umfassende molekulargenetische Studie über die Familienstruktur der Singvögel von Carl Oliveros et al. aus dem Jahr 2019. Die Kladen oberhalb der Familienebene werden zurzeit in der Literatur allerdings nicht einheitlich bezeichnet; bis 2019 wurden die größten Gruppen innerhalb der Singvögel, wie oben beschrieben, als Parvordnungen („-ida“) bezeichnet, und diese in Überfamilien („-oidea“) gegliedert. Aufgrund der in den vorigen Absätzen beschriebenen Probleme und der mittlerweile genaueren Kenntnis der Verwandtschaftsverhältnisse, schlagen Oliveros et al. neue Bezeichnungen vor, indem sie eine weitere Ebene einführen: alte Parvordnungen → neue Teilordnung (Endung „-ides“: Corvides und Passerides), alte Überfamilien → neue Parvordnungen, große Teilkladen innerhalb der alten Überfamilien → neue Überfamilien. Diese Einteilung bietet den Vorteil, dass die in den letzten Jahrzehnten eindeutiger geklärte Substruktur der großen Kladen nun ebenfalls eine Einteilung in Untergruppen nahelegt. Dies wird im Folgenden daher auch so dargestellt. Die Zuordnung der Familien zu den höheren Taxa „Überfamilie“, „Parvordnung“ und  „Teilordnung“ basiert durch die rezenten Studien auf einem sehr soliden Fundament, im Einzelnen werden sich aber in Zukunft sicherlich noch Änderungen ergeben – vor allem in den kleineren Kladen. In diesem Sinne ist jede aktuelle Darstellung der sich im Fluss befindenden Systematik als „Hypothese“ zu verstehen.
Der Ursprung der Singvögel – wie auch der Sperlingsvögel insgesamt – wurde zu Beginn der 2000er-Jahre  mit Hilfe der molekularen Uhr in der späten Kreidezeit vor etwa 80 Millionen Jahren (Ma) im australisch-ozeanischen Raum verortet, da nur dort die basalen Familien vorkommen. Neuere Forschungen lassen wesentlich jüngere Daten wahrscheinlich erscheinen. Oliveros et al. datieren den Split zwischen Schreivögeln und Singvögeln auf etwa 44 Ma vor der Gegenwart. Die Abspaltung der basalen australisch-ozeanischen Gruppen erfolgte demnach dann im Laufe der nächsten etwa 15 Ma und vor etwa 28 Ma bildeten sich dann die großen Corvides- und Passerides-Teilordnungen. Erst nachdem sich Australien im Zuge der Kontinentaldrift Südostasien genähert hatte, breiteten sich die Singvögel nach Norden aus und insbesondere die Passerides sind das Ergebnis einer Radiation von Singvögeln auf dem eurasischen Kontinent, von wo aus sie sich dann weltweit verbreiteten.
Im Folgenden ist die aktuelle (2023) innere Systematik der Singvögel in phylogenetischer Reihenfolge als Liste dargestellt, wie sie sich  nach Oliveros et al. und anderen angegebenen aktuellen Quellen darstellt. Um die Verwandtschaftsverhältnisse präziser darzustellen, sind neben den anerkannten Taxa auch einige informell benannte und unbenannte Kladen eingefügt. Die Nummerierung dieser Kladen hier dient ausschließlich Ordnungszwecken.

### Die basalen australisch-ozeanischen Gruppen

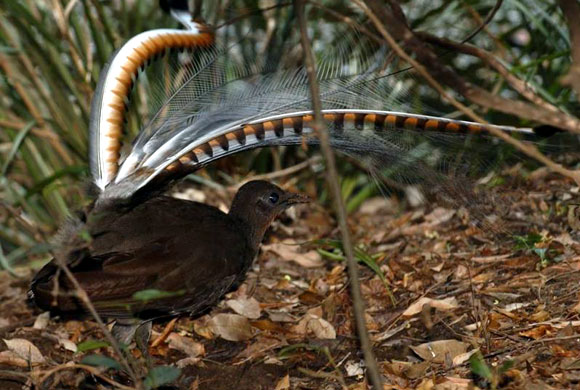
Graurücken-Leierschwanz
(Menura novaehollandiae)

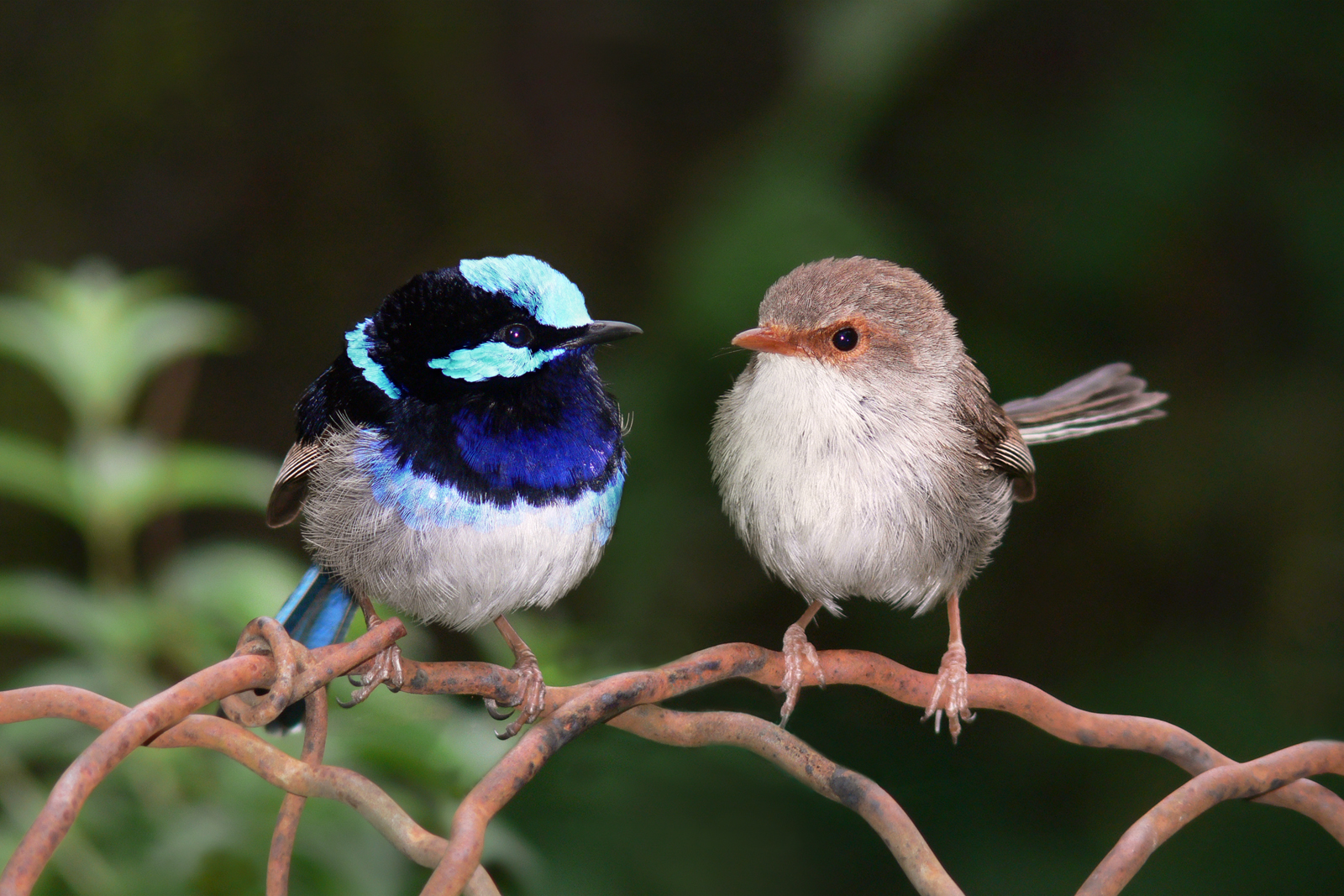
Prachtstaffelschwanz
(Malurus cyaneus), Pärchen

Sibley und Ahlquist rechneten diese Familien noch zu den „Corvida“ und damit zu den Überfamilien „Menuroidea“, Meliphagoidea und Corvoidea. Sie sind in Australien, Neuguinea und den naheliegenden Inseln östlich der Wallace-Linie endemisch oder nur mit wenigen Arten darüber hinaus verbreitet. Alle Familien sind relativ artenarm. Die Familien ordnen sich in vier Kladen, die teilweise, aber nicht durchgängig, als (kleine) Parvordnungen oder Überfamilien bezeichnet werden.

- „Parvordnung“ Menurida (informell)
  - Leierschwänze (Menuridae)
  - Dickichtvögel (Atrichornithidae)
- „Parvordnung“ Climacterida (informell)
  - Laubenvögel (Ptilonorhynchidae)
  - Baumrutscher (Climacteridae)
- Überfamilie Meliphagoidea
  - Staffelschwänze (Maluridae)
  - Honigfresser (Meliphagidae)
  - Borstenvögel (Dasyornithidae)
  - Panthervögel (Pardalotidae)
  - Südseegrasmücken (Acanthizidae)
- „Parvordnung“ Orthonychida (informell)
  - Australsäbler (Pomatostomidae)
  - Stachelschwanzflöter oder Laufflöter (Orthonychidae)

### Corvides
Nach Ausgliederung der basalen Familien bilden die Corvides eine monophyletische Einheit. Sie werden in der englischsprachigen Literatur häufig als „Core Corvoidea“ oder „Crown Corvoidea“ bezeichnet. Die Gruppe enthält neben vier kleinen Familien in basaler Stellung nach hiesiger Nomenklatur drei Überfamilien mit insgesamt etwa 26 teilweise recht artenreichen Familien.
- Teilordnung Corvides[19][16]
  - Drosselflöter (Cinclosomatidae)
  - Stachelbürzler (Campephagidae)
  - Basale Klade 3
    - Maorigrasmücken (Mohouidae)
    - Spiegelkleiber (Neosittidae)

  - Überfamilie Orioloidea
    - Australflöter (Psophodidae)

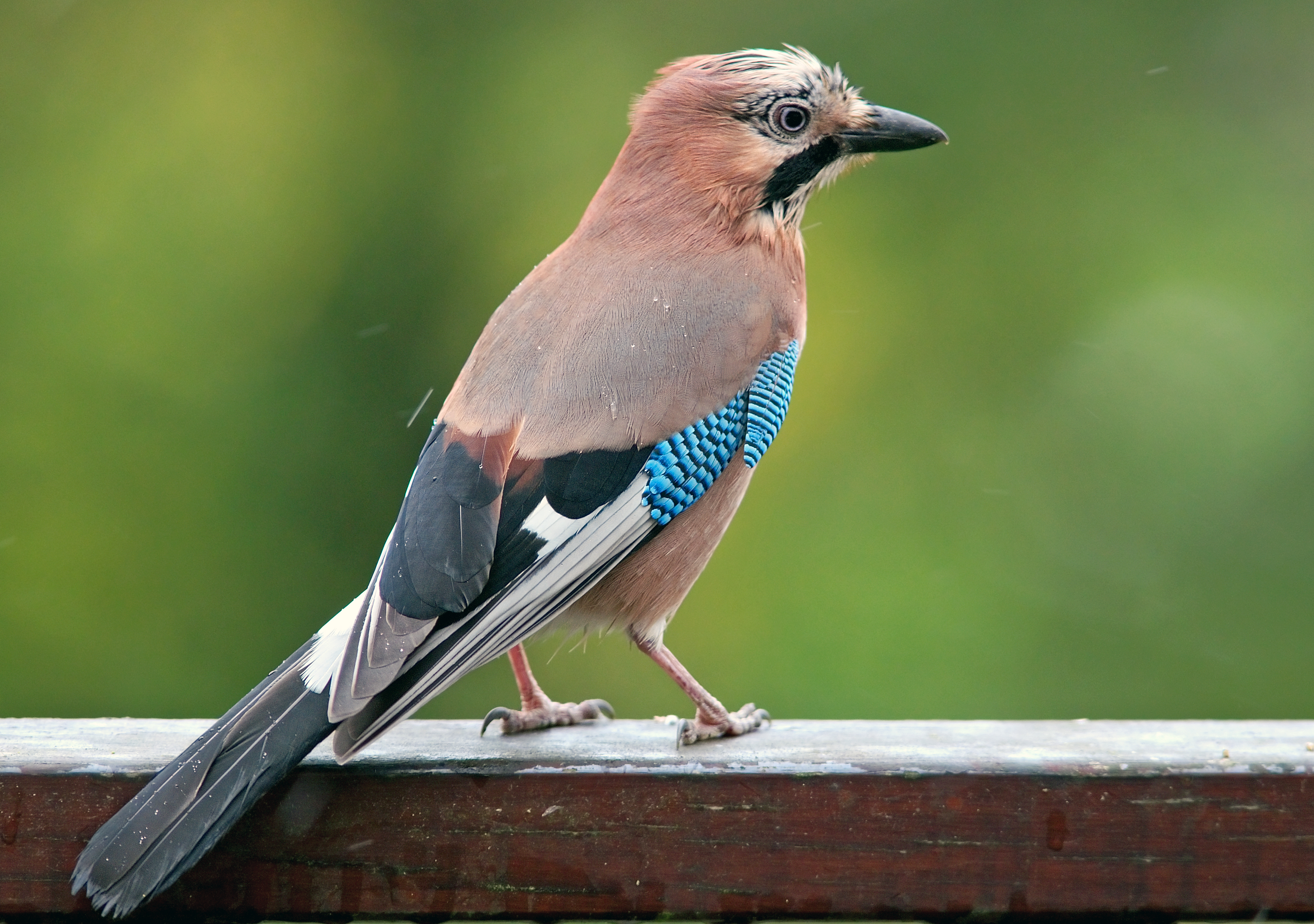
Eichelhäher
(Garrulus glandarius)

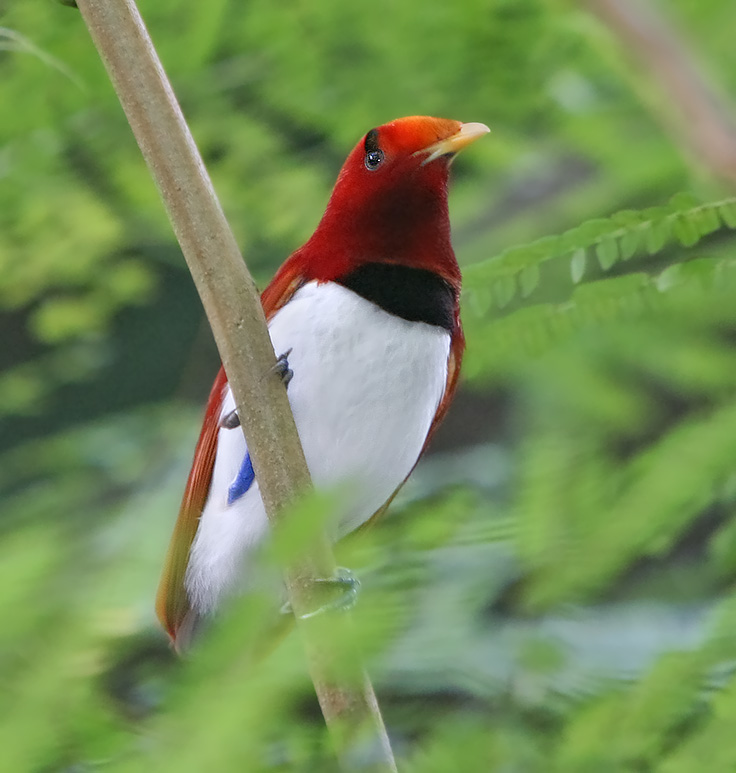
Königs-Paradiesvogel
(Cicinnurus regius)

    - Lappenpflugschnabel (Eulacestomatidae)
    - Meisendickkopf (Falcunculidae)
    - Haubendickköpfe (Oreoicidae)
    - Beerenfresser (Paramythiidae)
    - Vireos (Vireonidae)
    - Dickköpfe (Pachycephalidae)
    - Pirole (Oriolidae)

  - Überfamilie Malaconotoidea
    - Flachschnäbel (Machaerirhynchidae)
    - Schwalbenstarverwandte (Artamidae)
    - Beerenjäger (Rhagologidae)
    - Buschwürger (Malaconotidae)
    - Warzenköpfe (Pityriasidae)
    - Ioras (Aegithinidae)
    - Afrikaschnäpper (Platysteiridae)
    - Vangawürger (Vangidae) inkl. Brillenwürger (Prionopinae) und Tephrodornithidae

  - Überfamilie Corvoidea (sensu stricto)[19]
    - Fächerschwänze (Rhipiduridae)
    - Drongos (Dicruridae)
    - Monarchen (Monarchidae)
    - Blaukappenflöter (Ifritidae)
    - Paradiesvögel (Paradisaeidae)
    - Schlammnestkrähen (Corcoracidae)
    - Neuguineaflöter (Melampittidae)
    - Würger (Laniidae)
    - Eurocephalidae[20]
    - Haubenhäher (Platylophidae)
    - Rabenvögel (Corvidae)

### Passerides

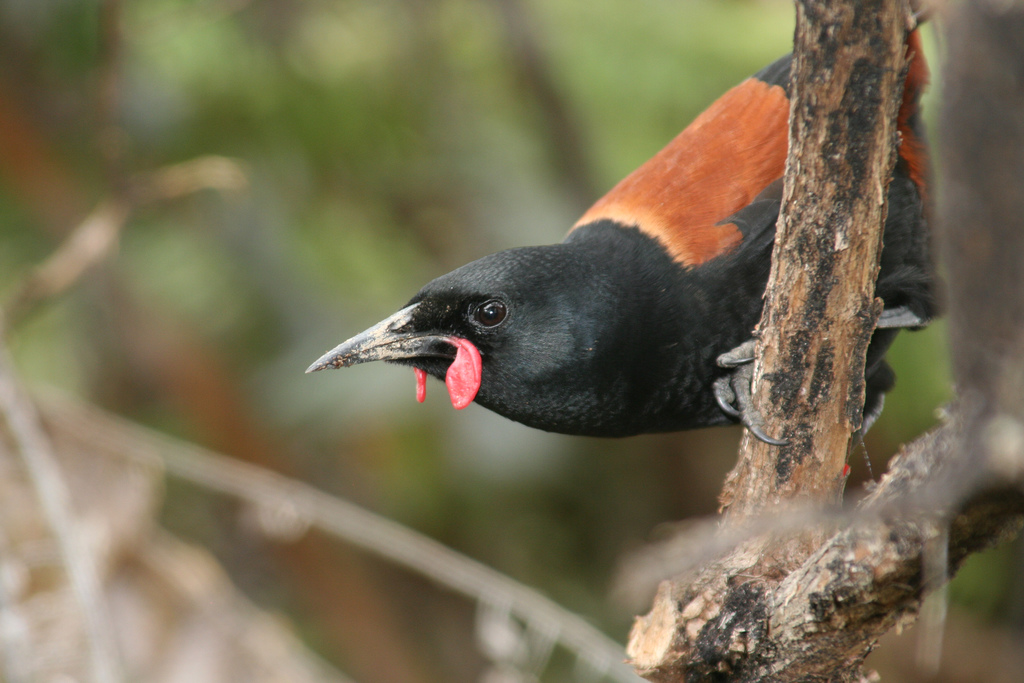
Sattelvogel (Philesturnus carunculatus)

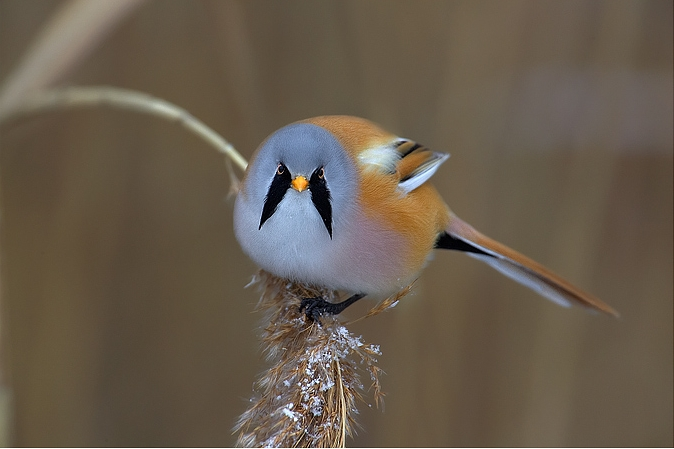
Bartmeise (Panurus biarmicus)

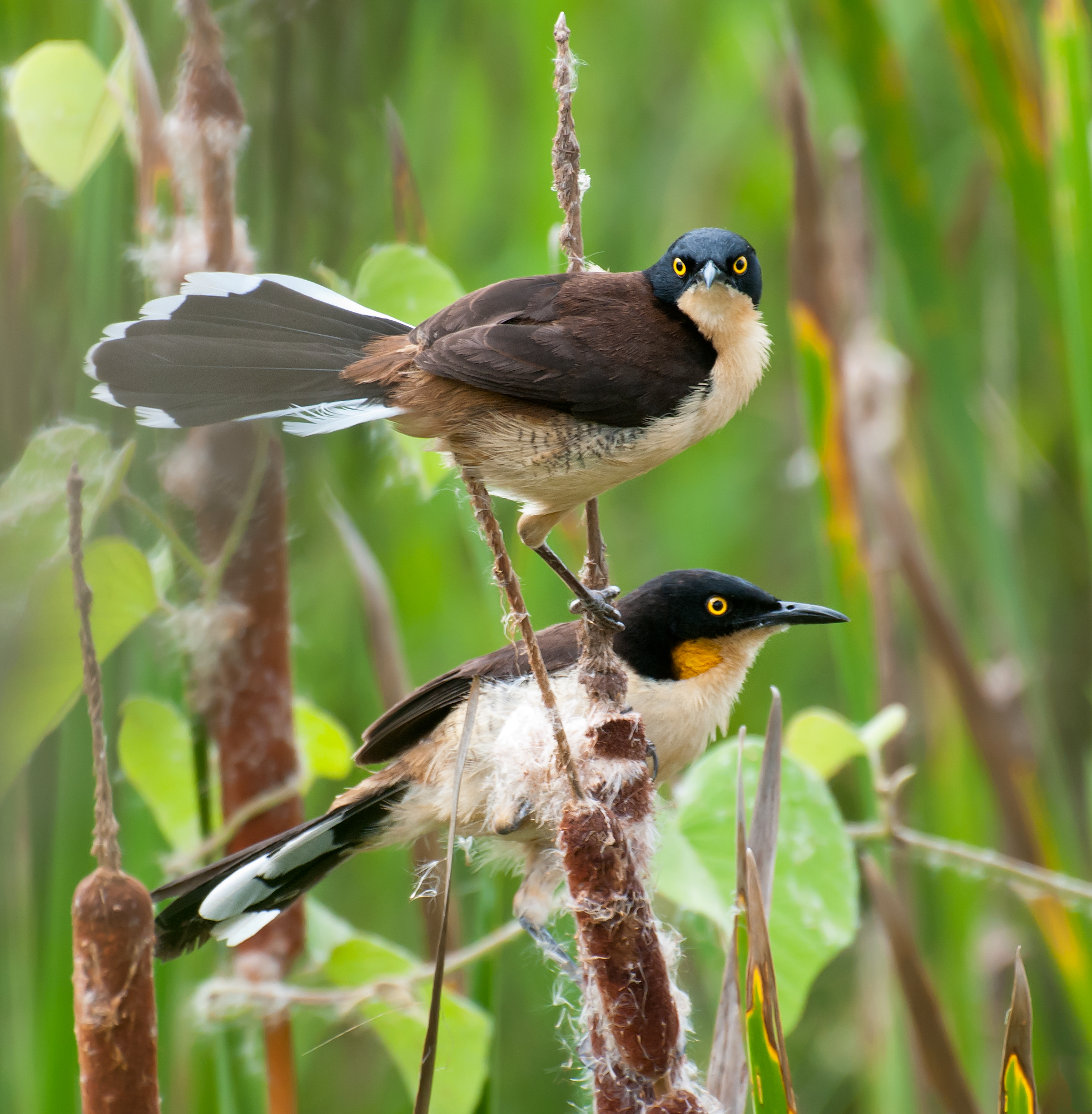
Rohrspotter (Donacobius atricapilla)

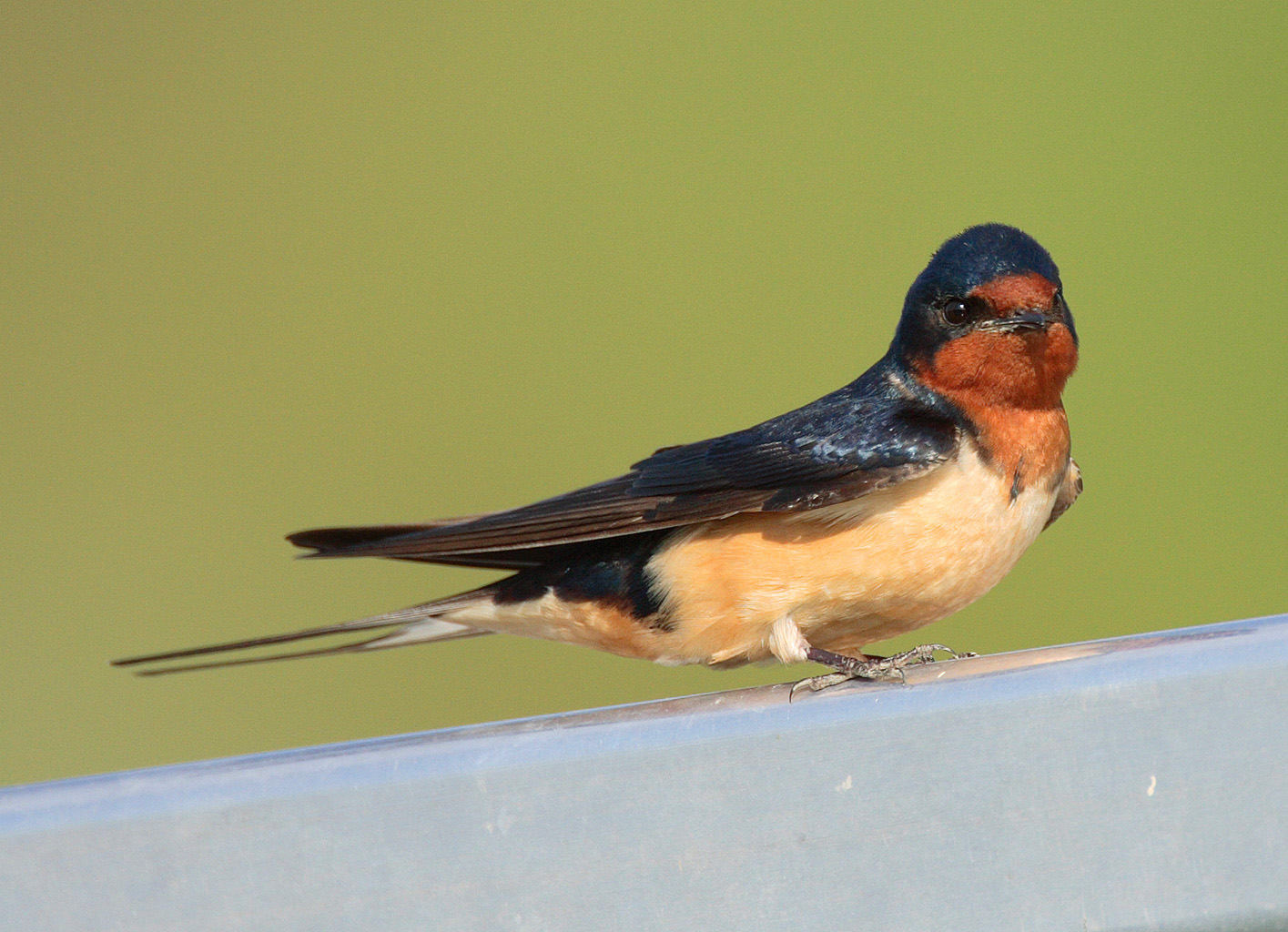
Rauchschwalbe
(Hirundo rustica)

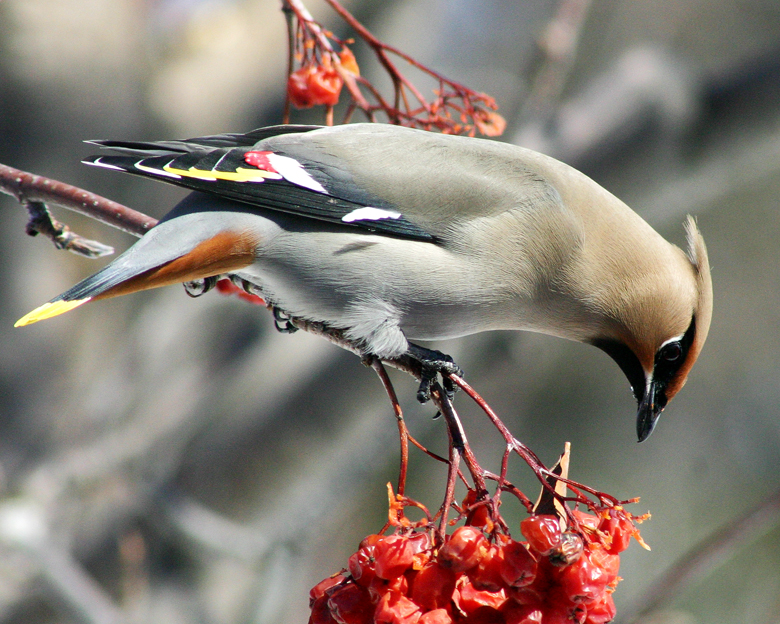
Seidenschwanz
(Bombycilla garrulus)

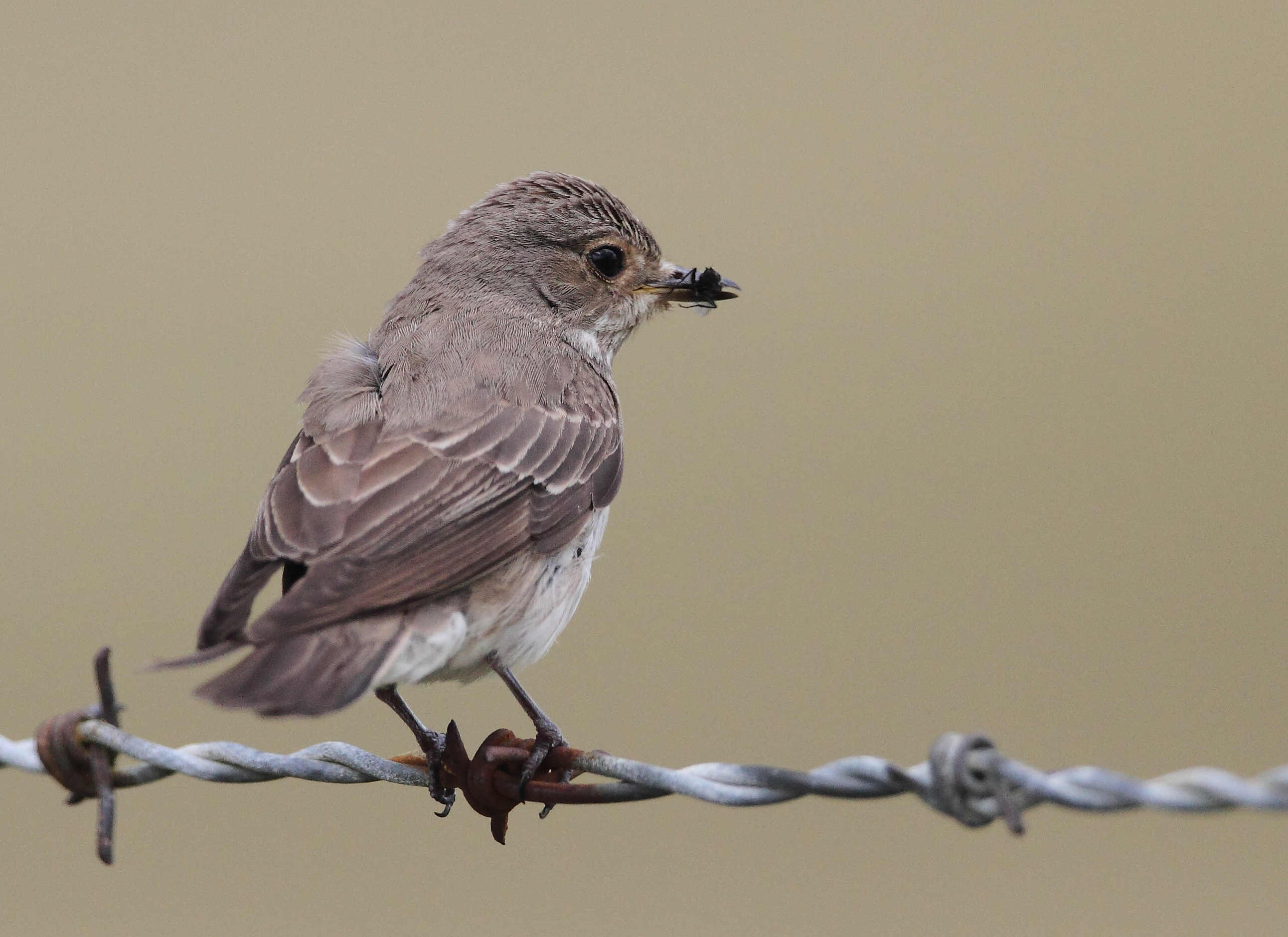
Grauschnäpper (Muscicapa striata)

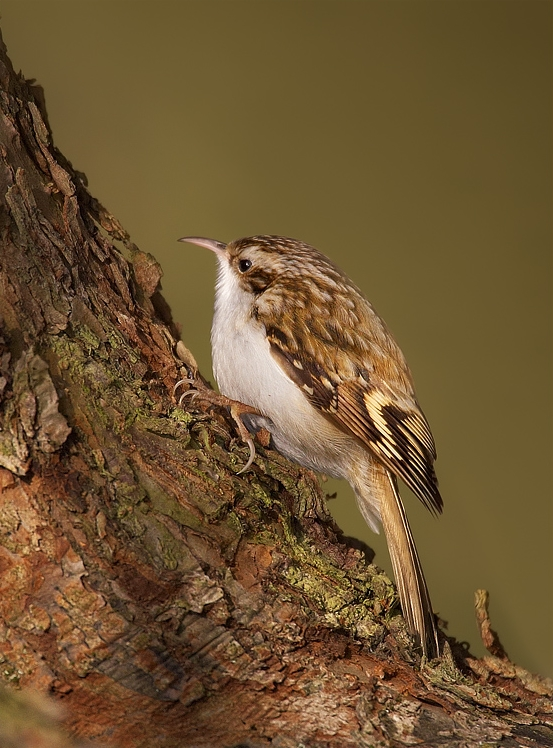
Waldbaumläufer (Certhia familiaris)

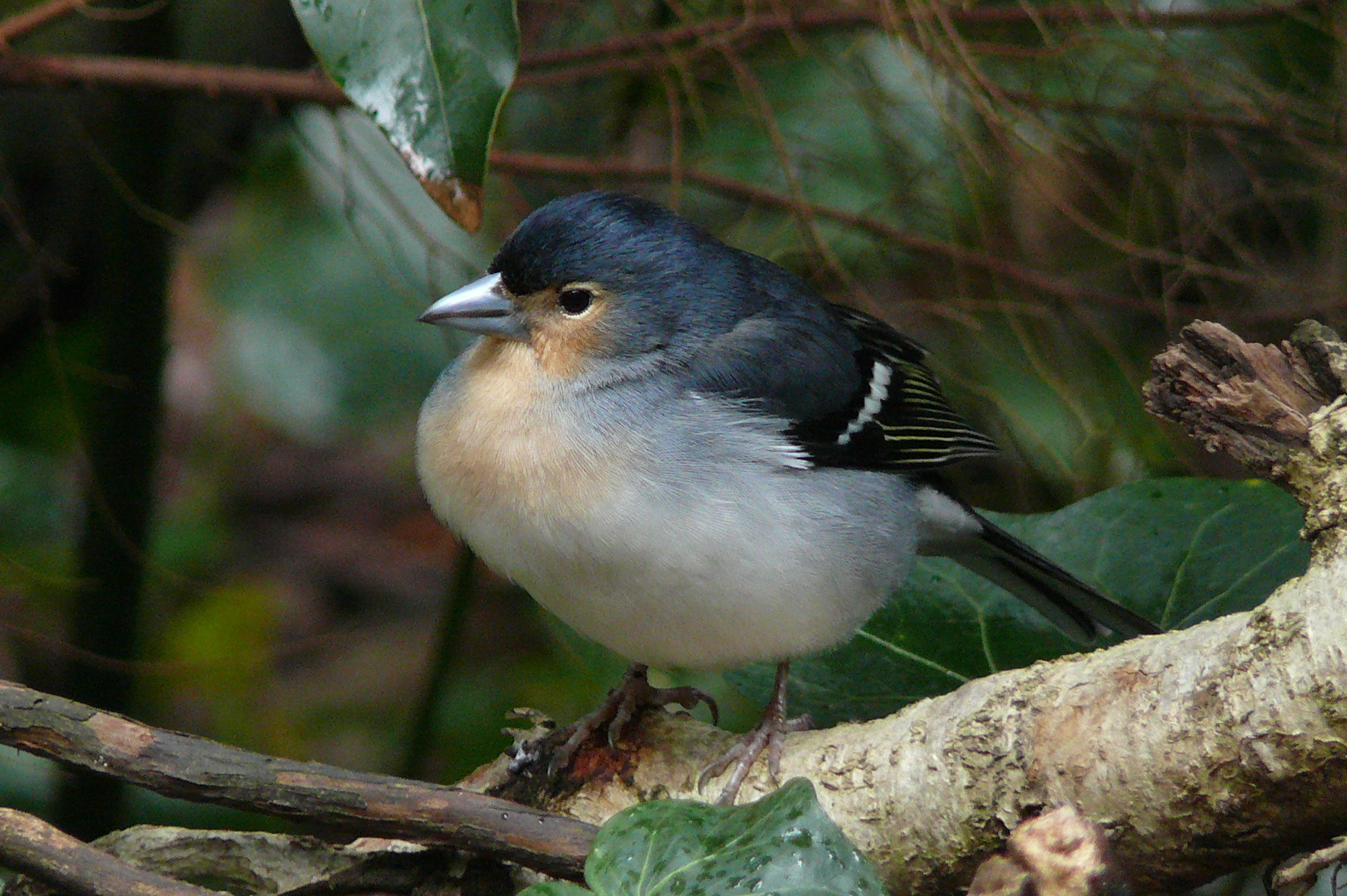
Buchfink
(Fringilla coelebs palmae)

Die Passerides sind eine monophyletische Gruppe, die weit artenreicher ist als alle basalen und Corvides-Familien zusammen. Mit Ausnahme des Pirols (Oriolus oriolus), der Würger und der Rabenvögel gehören alle europäischen Singvögel zu den Passerides. Die Gruppe enthält neben kleineren basalen Kladen mit nur insgesamt 8 Familien drei große Kladen mit insgesamt etwa 80 Familien, die in der hier dargestellten Systematik nach Oliveros et al. als Parvordnungen Sylviida, Muscicapida und Passerida geführt werden. Details zu diesen großen Parvordnungen finden sich in den Übersichtsartikeln zu diesen Gruppen.
- Teilordnung Passerides[16][19]
  - Parvordnung Cnemophilida
    - Samtvögel (Cnemophilidae)

  - Parvordnung Melanocharitida
    - Beerenpicker (Melanocharitidae)

  - incertae sedis  (eventuell basal zur Klade der beiden folgenden kleinen Parvordnungen)
    - Stichvogel (Notiomystidae)
    - Lappenvögel (Callaeidae)

  - Parvordnung Eupetida
    - Rallenflöter (Eupetidae)
    - Felshüpfer (Picathartidae)
    - Felsenspringer (Chaetopidae)

  - Parvordnung Petroicida
    - Schnäpper (Petroicidae)

  - Parvordnung Sylviida
    - Basale Klade 1
      - Hyliotas (Hyliotidae)
      - Elfenschnäpper (Stenostiridae)

    - Überfamilie Paroidea (Basale Klade 2)
      - Meisen (Paridae)
      - Beutelmeisen (Remizidae)

    - Basale Klade 3
      - Lerchen (Alaudidae)
      - Bartmeise (Panuridae)

    - Tropfenvögel (Nicatoridae)
    - Macrosphenidae (Bülbülgrasmücken)
    - Halmsängerartige (Cisticolidae)
    - Überfamilie Locustelloidea
      - Rohrsängerartige (Acrocephalidae)
      - Schwirlverwandte (Locustellidae)
      - Madagaskarsänger (Bernieridae)
      - Rohrspotter (Donacobiidae)

    - Klade mit Schwalbenverwandten
      - Schwalben (Hirundinidae)
      - Zwergpfeifer (Pnoepygidae)

    - Überfamilie Sylvioidea (sensu stricto)[16]
      - Bülbüls (Pycnonotidae)
      - Grasmückenartige (Sylviidae)
      - Papageischnäbel (Paradoxornithidae)[21]
      - Brillenvögel (Zosteropidae)
      - Timalien (Timaliidae)
      - Häherlinge (Leiothrichidae)
      - Zweigdrosslinge (Alcippeidae)[21]
      - Drosslinge (Pellorneidae)

    - Überfamilie Aegithaloidea
      - Laubsängerartige (Phylloscopidae)
      - Baumsänger (Hyliidae)
      - Schwanzmeisen (Aegithalidae)
      - Spreizschwänze (Erythrocercidae)
      - Wüstendickichtsänger (Scotocercidae)
      - Seidensängerverwandte (Cettidae)

  - Parvordnung Muscicapida
    - Überfamilie Bombycilloidea[19]
      - Palmschwätzer (Dulidae)
      - Seidenschwänze (Bombycillidae)
      - Seidenschnäpper (Ptiliogonatidae)
      - Waldpfeifer (Hylocitreidae)
      - Seidenwürger (Hypocoliidae)
      - Krausschwänze (Mohoidae)†

    - Überfamilie Muscicapoidea (sensu stricto)[16]
      - Fleckenbrust-Zaunkönigstimalie (Elachuridae)
      - Wasseramseln (Cinclidae)
      - Fliegenschnäpper (Muscicapidae)
      - Drosseln (Turdidae)
      - Madenhacker (Buphagidae)
      - Stare (Sturnidae)
      - Spottdrosseln (Mimidae)

    - Überfamilie Reguloidea[19]
      - Goldhähnchen (Regulidae)

    - Überfamilie Certhioidea[19]
      - Mauerläufer (Tichodromidae)
      - Kleiber (Sittidae)
      - Baumläufer (Certhiidae)
      - Stammsteiger (Salpornithidae)
      - Mückenfänger (Polioptilidae)
      - Zaunkönige (Troglodytidae)

  - Parvordnung Passerida (sensu stricto)[16]
    - Basale Klade 1
      - Honigvögel (Promeropidae)
      - Sopranisten (Modulatricidae)

    - Basale Klade 2
      - Nektarvögel (Nectariniidae)
      - Mistelfresser (Dicaeidae)

    - Basale Klade 3
      - Blattvögel (Chloropseidae)
      - Feenvögel (Irenidae)

    - Trugwaldsänger (Peucedramidae)
    - Rosenschwanz (Urocynchramidae)
    - Überfamilie Ploceoidea[22]
      - Webervögel (Ploceidae)
      - Witwenvögel (Viduidae)
      - Prachtfinken (Estrildidae)

    - Braunellen (Prunellidae)
    - Sperlinge (Passeridae)
    - Stelzen und Pieper (Motacillidae)
    - Finken (Fringillidae)
    - Überfamilie Emberizoidea
      - Rosenbrust-Tangarenammer (Rhodinocichlidae)
      - Klade E2
        - Tundraammern (Calcariidae)
        - Ammern (Emberizidae)

      - Klade E3
        - Kardinäle (Cardinalidae) (Cardinalidae)
        - Stärlingstangaren (Mitrospingidae)
        - Tangaren (Thraupidae)

      - Klade E4
        - Neuweltammern (Passerellidae)
        - Klade E4b
          - Waldsänger (Parulidae)
          - Gelbbrustwaldsänger (Icteriidae)
          - Stärlinge (Icteridae)

        - Klade E4c
          - Schmätzertangaren (Calyptophilidae)
          - Zaunkönigsänger (Zeledoniidae)
          - Kubasänger (Teretistridae)[23]
          - Puerto-Rico-Tangare (Nesospingidae)
          - Streifenkopftangaren (Spindalidae)
          - Palmtangaren (Phaenicophilidae)